# Papaver nudicaule
Papaver nudicaule (L., 1753), comunemente noto come papavero d'Islanda, è una pianta erbacea appartenente alla famiglia delle Papaveraceae, originaria delle regioni subpolari del nord Europa e del nord America.

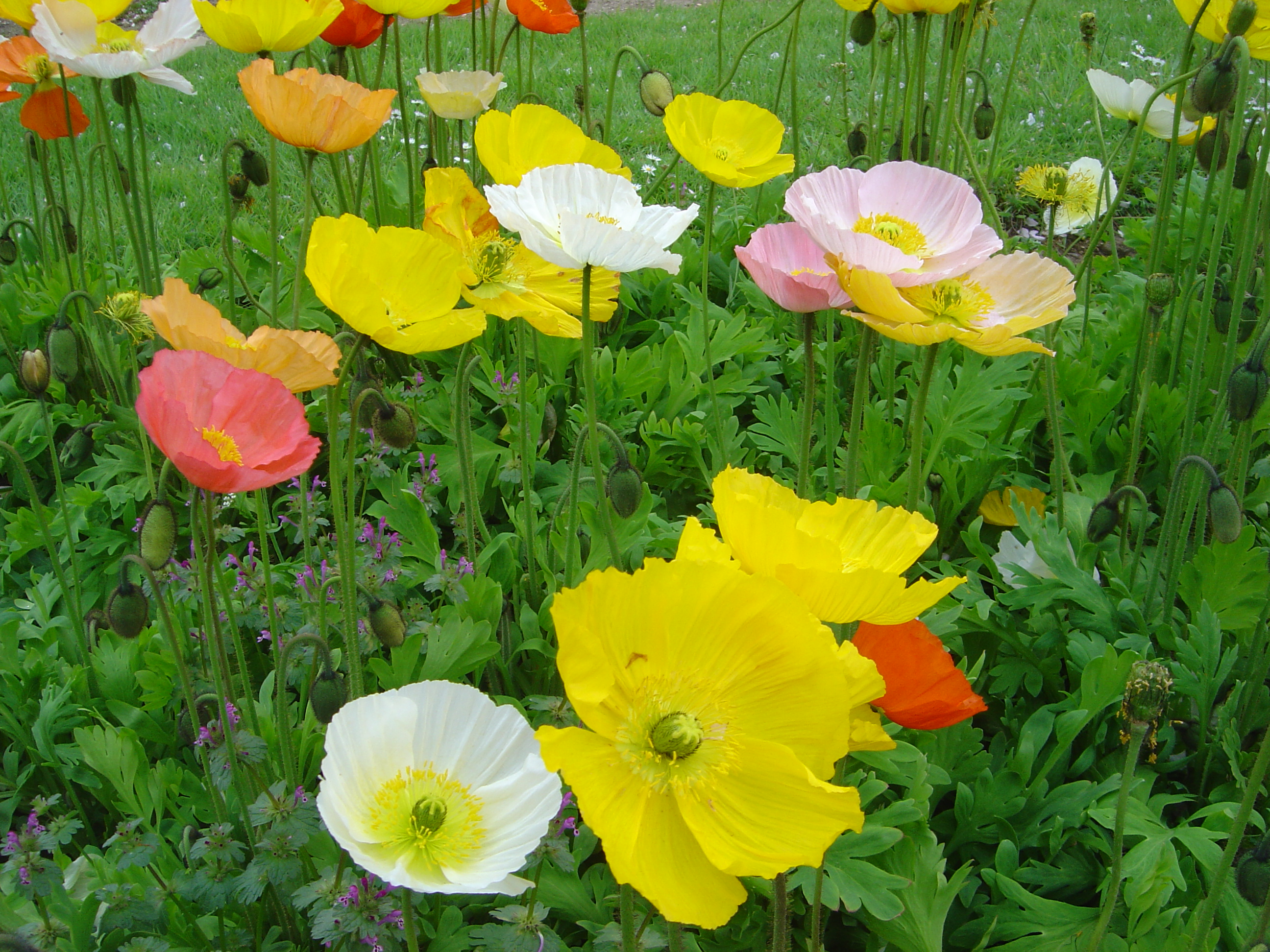
Papaver nudicaule. Gli esemplari di colore giallo e bianco sono quelli selvatici

## Descrizione

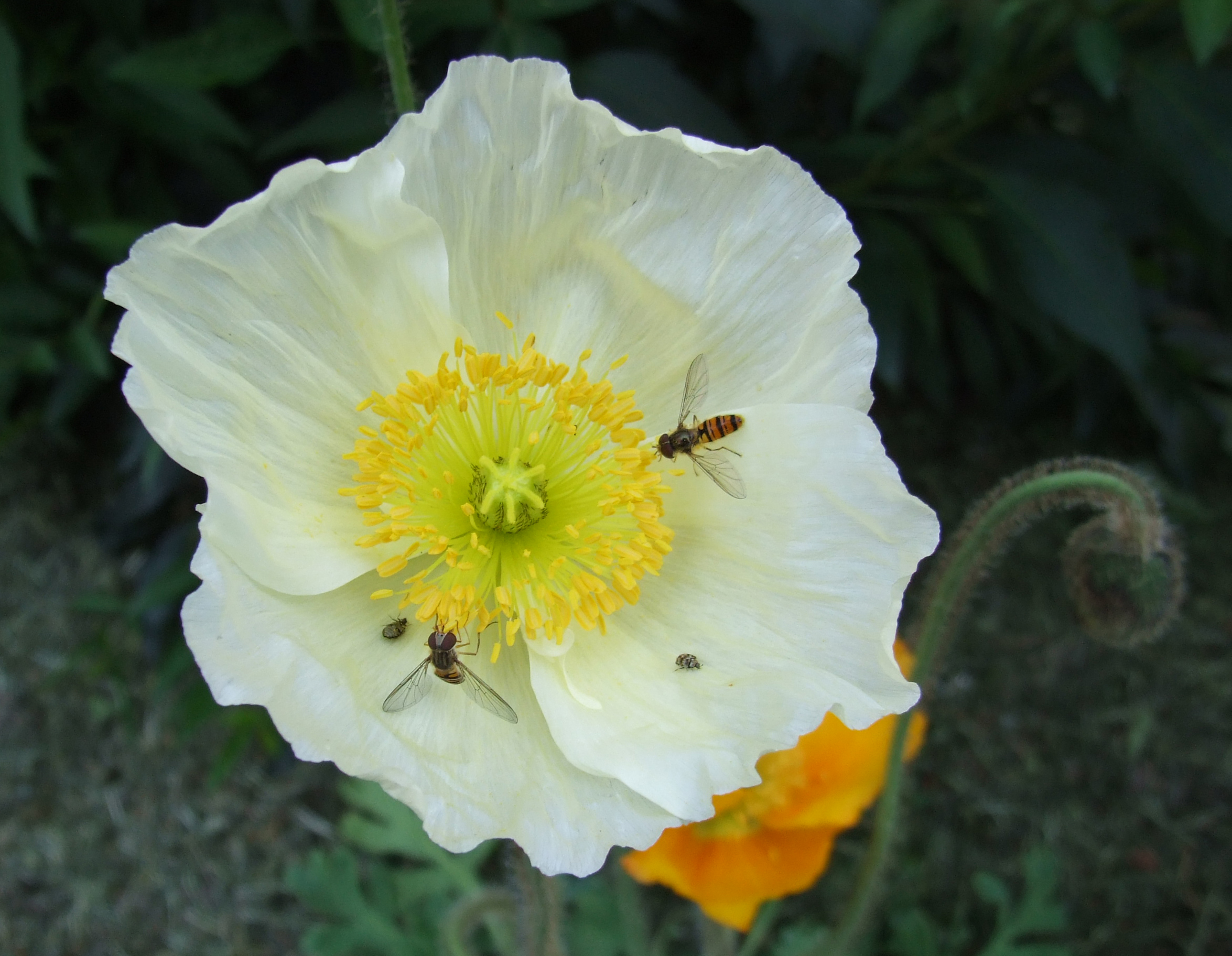
Papaver nudicaule

La specie selvatica presenta petali di colore chiaro, bianco o giallo, sebbene ne siano state ottenute numerose varietà con petali di svariati colori.
Tutte le parti della pianta sono potenzialmente velenose, perché contengono alcaloidi tossici.

## Tassonomia
Al momento, oltre alla pianta in sé, è accettata una sola sottospecie:
- Papaver nudicaule subsp. americanum (Rändel ex D.F.Murray, 1995)[2]